# Абдулла Оджалан
Абдулла́ Оджала́н (курд. Abdullah Ocalan; нар. 4 квітня 1949, Омерлі, Шанлиурфа, Туреччина) — курдський політичний та військовий діяч.

## Біографія
Абдулла Оджалан народився 4 квітня 1949 у Туреччині у селі Омерлі (провінції Шанлиурфа) у селянській родині. У 1971 — 1974 роках навчався на факультеті політології Університету Анкари, але навчання не закінчив. 1974 року організував політичну групу, спочатку лівого, соціалістичного спрямування, але з національним ухилом; 1978 року група оформилася у Робітничу партію Курдистану (РПК). Незадовго до військового перевороту 1980 Оджалан емігрував до Сирії, де організував бойові загони, а з 1984 почав бойові дії проти Туреччини під гаслом незалежності Курдистану.
Аж до 1998 Оджалан, користуючись заступництвом сирійської влади, жив у Дамаску; проте в жовтні 1998 президент Сирії Хафез Асад під натиском Анкари змушений був попросити Оджалана покинути країну. Того після безуспішних спроб знайти притулок у Росії, Італії та Греції 15 лютого 1999 викрали спецслужби США і за допомогою спецслужб Ізраїлю в Кенії передали спецслужбам Туреччини та помістили до турецької в'язниці на острові Імрали в Мармуровому морі. Засуджений до смертної кари, яку пізніше під тиском світової спільноти замінили на довічне позбавлення волі.
У листопаді 2009 турецький уряд ухвалив рішення про поліпшення умов утримання Оджалана та скасування одиночного характеру ув'язнення. 17 листопада 2009 року на острів Імрали, в одиночну в'язницю суворого режиму були переведені ще 5 членів РПК, що перебувають під арештом.
З 27 липня 2011 Абдулла Оджалан позбавлений права зустрічатися зі своїми адвокатами. Через рік у турецькі засоби масової інформації просочилася інформація про те, що турецький уряд ініціював зустрічі між представниками Національної розвідувальної організації Туреччини (MIT) і Абдуллою Оджаланом.
У грудні 2012 року Оджалан попросив Анкару звільнити тисячі курдських ув'язнених та дозволити йому спілкуватися зі своїми прихильниками в Іракському Курдистані.
У січні 2013 уряд Туреччини домовився з Абдуллою Оджаланом про створення плану з врегулювання багаторічного конфлікту. За планом, бойовики РПК залишать територію Туреччини в обмін на звільнення активістів, відправлених у в'язницю за звинуваченням у зв'язках з РПК, а також на закріплення у новій конституції країни принципу рівноправності всіх народів Туреччини.
23 лютого 2013 у межах плану поетапного врегулювання курдської проблеми у Туреччині на зустріч з курдським лідером допустили делегацію у складі депутатів Великого національного зібрання Туреччини від прокурдської Партії миру і демократії.
21 березня 2013 року під час курдського національного свята Навруз Абдулла Оджалан передав через депутатів послання з історичним зверненням, в якому обґрунтував необхідність переходу від збройної боротьби до боротьби політичної.

## Спроби надання політичного притулку
4 листопада 1998 Державна Дума Федеральних Зборів Російської Федерації абсолютною більшістю голосів затвердила звернення Державної Думи ФС РФ «До Президента Російської Федерації Б. М. Єльцина про надання політичного притулку у Російській Федерації лідеру Робочої партії Курдистану Абдуллі Оджалану» та направило Постанову та вказане Звернення президенту Російської Федерації Б. М. Єльцину, однак Постанова та Звернення Державної Думи були залишені без розгляду.
4 жовтня 1999 Цивільний суд Риму постановив надати лідеру Робочої партії Курдистану Абдуллі Оджалану політичний притулок у Італії. Однак практичного значення ця постанова вже не мала, оскільки засуджений до страти курдський лідер чекав рішення своєї долі у турецькій в'язниці.

## Твори
- Проблема особистості в Курдистані. Особливості революційного борця та партійне життя. Єреван: «Паруйр Севак», 1994. ISBN 5-8079-0898-8.
- Імперіалізм та колоніалізм [Архівовано 6 грудня 2013 у Wayback Machine.]
- Соціалізм та проблеми революції. М.: Видавництво «Axîna Welat», 1997.
- Курдистанська дійсність з XIX століття по теперішній час і рух РПК. М.: «Axîna Welat», 1998.
- Від шумерського держави жерців до демократичної цивілізації. Т. I—II. М., 2003.
- На захист народу. М., 2007. — 528 с.
- Захисна мова Афінському суду[недоступне посилання]
- ДОРОЖНЯ КАРТА. проблеми демократизації в Туреччині. Моделі врегулювання ситуації в Курдистані. — М.: «Onebook.ru», 2011. — 128 c.
- Проблема подолання капіталістичного модернізму та демократизація. Цивілізація. ЕПОХА божества в масках та безликих ЦАРІВ. Книга 1, М., 2009. — 281 с.
- Маніфест демократичного суспільства. Капіталістична цивілізація. ЕПОХА БОГОВ БЕЗ МАСОК та голих КОРОЛІВ. Книга 2/Абдулла Оджалан. М.: Зебра, 2012. — 397 с.